# Frankie Laine

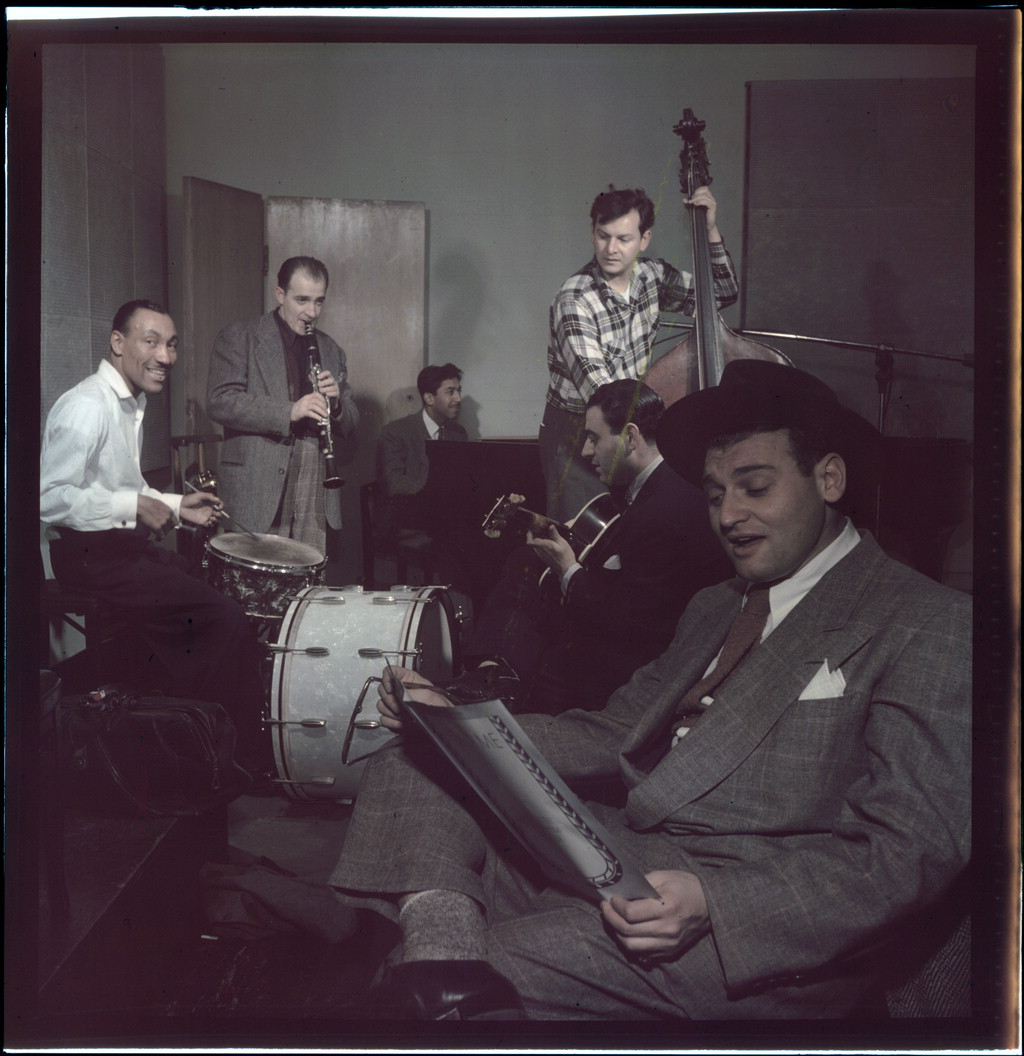
Jimmy Crawford (links) und Frankie Laine, um 1947.
Fotografie von William P. Gottlieb.

Frankie Laine (* 30. März 1913 in Chicago, Illinois; † 6. Februar 2007 in San Diego); eigentlich Francesco Paolo LoVecchio war ein US-amerikanischer Sänger, Entertainer und Schauspieler.

## Leben
Seine Karriere erstreckt sich über fast 70 Jahre; bis 1952 war er mit drei Nummer-eins-Hits eher in den USA, danach in den 1950er Jahren eher in Europa, vor allem im Vereinigten Königreich, erfolgreich: Von 1953 bis 1956 hatte er vier Nummer-eins-Hits in den britischen Singles-Charts. Mit I Believe stellte Laine dabei einen noch heute aktuellen Chartrekord auf: Die Single stand 1953 18 Wochen lang an der Spitze der britischen Hitparade. Da er wenig später zwei weitere Songs (Hey Joe und Answer Me) auf die Nummer eins brachte, stand er 1953 insgesamt 27 Wochen auf der Spitzenposition.
Drei seiner bekanntesten Songs sind Titelmelodien aus Film- und Fernsehwestern: High Noon – Do Not Forsake Me aus 12 Uhr mittags vom Oscar-Gewinner Dimitri Tiomkin (im Soundtrack zum Film sang ihn allerdings Tex Ritter), Rawhide aus der gleichnamigen Fernsehserie (in Deutschland unter dem Titel Cowboys, später Tausend Meilen Staub ausgestrahlt) sowie aus dem Film Zwei rechnen ab (Musik von Dimitri Tiomkin).

### Stil und Einflüsse
Frankie Laines Musik war nie auf einen bestimmten Stil festgelegt. Zwar ist seine klare, raumfüllende Baritonstimme unverwechselbar; doch Laine hat im Lauf seiner Karriere von Blues bis Country, von Swing bis Soul, von Jazz bis Rock ’n’ Roll die ganze Bandbreite an Songs interpretiert; selbst Schlager wie Answer Me (Mütterlein) hat er aufgenommen. Seine Einflüsse kamen auch aus diesen diversen Richtungen.
Den Entschluss, Sänger zu werden, fasste er angeblich, als er im Kino Al Jolsons Tonfilm The Singing Fool sah. Als Jugendlicher hörte er Enrico Caruso und Bessie Smith, später wandte er sich der Musik von Bing Crosby, Louis Armstrong, Billie Holiday oder Nat King Cole zu. Der Anfang seiner Karriere markierte zur Mitte des 20. Jahrhunderts einen Wechsel im Musikgeschmack – weg vom Big-Band-Crooner (wie Frank Sinatra) der 1940er, hin zum Solosänger der 1950er wie Johnnie Ray oder Elvis Presley. Außerdem war er einer der Vorreiter zur Überwindung der Trennung „weißer“ und „schwarzer“ Musik hin zu „weißem Soul“. Laine setzte sich für ein Ende der Rassentrennung ein; der Text eines seiner ersten US-Hits, „Shine“, beschäftigte sich mit dem Problem, eine schwarze Hautfarbe zu haben. Laine war auch einer der ersten weißen Künstler in Nat „King“ Coles Fernsehshow, wobei er auf sein Honorar verzichtete, da Cole keine Sponsoren fand.

### Karriere

#### Von Little Italy nach Los Angeles
Laine war der Sohn italienischer Einwanderer und wuchs im Chicagoer Viertel Little Italy auf. Als Kind sang er im Kirchenchor; noch als Teenager trat er in seiner Heimatstadt als Sänger in Tanzsälen auf; mit 17 verließ er sein Elternhaus, um Tänzer zu werden. Er nahm an vielen zu der Zeit beliebten Tanz-Marathonveranstaltungen teil, von den Preisgeldern lebte er. Mit seiner Partnerin Ruth Smith stellte er 1932 in Atlantic City angeblich einen Tanzmarathonweltrekord auf: die beiden tanzten 3501 Stunden, also fast 146 Tage. Falls diese Angabe stimmt, kann der Rekord aber nicht lange gehalten haben.
Tanz- und Gesangsauftritte in Clubs und Bars in den ganzen USA folgten. 1937 erreichte er in Cleveland seine erste wichtige Karrierestation: er ersetzte Perry Como in der örtlichen Freddy Carlones Big Band. Während des Zweiten Weltkriegs arbeitete Laine in einem Rüstungsunternehmen in Los Angeles; nebenbei sang er in einem kleinen Club. Dort sah und hörte ihn Hoagy Carmichael; diese Begegnung führte 1946 zu Laines erstem Plattenvertrag mit Mercury Records.

#### Erste Erfolge in den Vereinigten Staaten
Frankie Laines erste Schallplatte wurde am 27. August 1946 mit den Titeln Ain't That Just Like A Woman / September In The Rain für Mercury Records aufgenommen. Seine erste Hitaufnahme für Mercury aus derselben Aufnahmesession war 1947 der Bluessong That’s My Desire mit der Manny Klein Combo, eine Nummer zwei in den US-Charts. 1948 folgte Shine in den Top Ten, 1949 zwei Nummer-eins-Hits, That Lucky Old Sun und Mule Train, 1950 ebenfalls eine Nummer eins, The Cry of the Wild Goose (ein Terry-Gilkyson-Song). Im Jahr darauf markierte sein Wechsel von Mercury zu Columbia Records (in Großbritannien in jenen Jahren von Philips vertrieben) auch einen Stilwechsel hin zu poppigeren und Country-beeinflussten Songs. Dieser Wechsel war nicht zuletzt seinem neuen Produzenten Mitch Miller zu verdanken. Die erste Kollaboration, Jezebel, das Lied schrieb Wayne Shanklin. (Es erzählt die Geschichte (Altes Testament), einer bösen als Baal verehrten phönizischen Prinzessin. Sie war die Gattin und Kõnigin von König Ahab, mit dem sie Israel regierte.) Veröffentlicht mit dem Norman Luboff Choir und Mitch Miller und seinem Orchester 1951 aufgenommen und als Katalognummer 39367 veröffentlicht und erreichte den 2. Platz in der US-Billboard-Musikcharts. Es hatte eine Millionenauflage und war und wird oftmals gecovert, wie z. B. die bekannte Version aus dem gleichen Jahr von Edith Piaf, wobei der Text von der französischen Fassung von Charles Aznavour stammte. Die B-Seite „Rose, Rose, I Love You“ war ebenfalls ein Hit und erreichte Platz 3. Es war eine Coverversion des chinesischen, in Mandarin gesungen, Volksliedes 玫瑰 玫瑰 我 愛 你 (Aussprache = Pinyin: [Méiguì méiguì wǒ ài nǐ] in Deutsch übersetzt: Rose Rose Ich liebe dich) aus den 1940er Jahren. Das Lied war von Chen Gexin komponiert und erstmals von Yao Lee aufgenommen worden.
Die Titelmelodie zu Zwölf Uhr mittags – ein Lied, das ursprünglich Do Not Forsake Me (The Ballad of High Noon) hieß und von Tex Ritter im Film gesungen wird, aber als High Noon (Do Not Forsake Me) bekannt wurde – wurde in Laines Interpretation mit einem gegenüber der Filmversion geänderten Text ein Top-fünf-Hit in den USA und am 14. November 1952 sein erster Hit in Großbritannien und Nordirland.

#### Rekorde in der britischen Hitparade

Frankie Laine – Mule Train

Weitere Popularität erlangte er auf den britischen Inseln im selben Jahr durch ein Duett mit Doris Day, den Novelty-Song Sugarbush (auch Top 10 in den USA). Das Jahr 1953 wurde zum Höhepunkt von Frankie Laines Karriere in Großbritannien und Irland. I Believe, ein quasi-religiöser Song (dt.: „Ich glaube“), der geschrieben worden war, um den Menschen während des Koreakrieges Hoffnung zu geben, brachte Laine am 24. April 1953 erstmals auf Platz 1 der britischen Charts. Bis zum 11. September blieb der Song – mit zwei Unterbrechungen von je einer Woche – auf der Spitzenposition, ehe er für sechs Wochen von Guy Mitchell abgelöst wurde. Dann kam wieder Frankie Laine: Boudleaux Bryants Hey Joe war sein zweiter Charttopper, vom 23. Oktober bis zum 5. November. Am 30. Oktober bestand die Hitparade, damals nur eine Top 12, zu einem Drittel aus Frankie-Laine-Hits: Hey Joe, I Believe, Where the Winds Blow (ein Song, der es „nur“ bis auf Platz 2 schaffte) – und Laines dritter Nummer eins des Jahres, Answer Me.

#### Answer Me
Answer Me war die Coverversion eines deutschen volkstümlichen Schlagers namens Mütterlein aus der Feder von Gerhard Winkler und Fred Rauch. Diesen Titel hatte unter anderen Rudi Schuricke aufgenommen; die Sängerin Leila Negra machte ihn in Skandinavien populär, von wo aus er in die USA kam. Dort schrieb Carl Sigman den englischen Text. Frankie Laine, Nat 'King' Cole und David Whitfield machten das Lied 1953 zu einem Hit: Cole in den USA, Laine und die Coverversion von Whitfield in Großbritannien. Laine erreichte damit – eine Woche nach Whitfield – Platz 1 und konnte seinem Rekord acht weitere Wochen auf der Spitzenposition hinzufügen. (Am 11. Dezember waren beide Versionen gleichzeitig auf dem ersten Platz.)
Um den, wie schon bei I Believe, christlich-religiös angehauchten Text gab es Kontroversen; die BBC weigerte sich zeitweilig, das Lied zu spielen – wegen der Zeilen Answer me, Lord above, / just what sin have I been guilty of? / Tell me how I came to lose my love, / please answer me, oh Lord! („Antworte mir, oh Herr, welcher Sünde habe ich mich schuldig gemacht, dass ich meine Liebste verlor, bitte antworte mir, oh Herrgott“), in denen quasi Gott für eine verlorene Liebe verantwortlich gemacht wurde. Das Problem wurde später gelöst, indem Laine wie auch Whitfield eine zweite Version mit dem säkularisierten Text herausbrachte, den auch Cole später bei seiner Aufnahme benutzte: Answer me, oh my love, / just what sin have I been guilty of? / Tell me how I came to lose your love, / please answer me, Sweetheart! („Antworte mir, oh meine Liebste, welcher Sünde habe ich mich schuldig gemacht, dass ich deine Liebe verlor, bitte antworte mir, Liebling!“).
Nachdem Answer Me ein Welthit geworden war, schrieb Fred Rauch einen neuen deutschen Text, der sich mehr an den englischen anlehnte, und von Wolfgang Sauer wurde Glaube mir dann auch im deutschsprachigen Raum ein Hit.

#### Mule Train
Die Version des Liedes Mule Train, eines Cowboyliedes, von Frankie Laine und den Muleskinners gesungen, wurde am 2. Oktober 1949 aufgenommen und von Mercury Records als Katalognummer 5345 veröffentlicht. Diese Version erreichte am 4. November 1949 erstmals die Nr. 1 der US-Billboard-Tabelle und war dort 13 Wochen auf Platz 1. Die Aufnahme die von Mitch Miller produziert wurde, gab eine brüllende Gesangsdarbietung (wie die eines echten Cowboys, der schreit, um gehört zu werden) und im Studio erstellte Tontechniker Gimmicks: wie Peitschenknall-Soundeffekte. Eine damalige, moderne innovative Studioproduktionstechnik.

#### Die goldenen Fünfziger
Es folgten 13 sehr erfolgreiche Singles in der britischen Hitparade, davon erreichten elf die Top Ten, darunter seine Version von 1955 von Cool Water (1936 von Bob Nolan geschrieben, und gemeinsam, erstmals 1941 als Bandmitglied von der Gruppe The Sons of the Pioneers veröffentlicht worden). Seine Version mit den The Mellomen und Paul Weston und seinem Orchestra erreichte Platz 1 bzw. 2. Eine weitere 1955 erschienene Single Humming Bird (#16 in der britischen Hitparade) wurde Jahre später interessant, als der lediglich auf der B-Seite enthaltene Song, My Little One, Verwendung im Soundtrack vom 1978 erschienenen Spielfilm Eis am Stiel fand und somit eine weitreichende Bekanntheit und Popularität erfuhr. 1956 hatte er seinen nächsten (und letzten) Nummer-eins-Hit feiern können. A Woman in Love war ein Lied des vor allem in den 1940er und 1950er Jahren erfolgreichen Komponisten Frank Loesser, wiederum produziert von Mitch Miller.

Moonlight Gambler wurde noch einmal ein Platz-drei-Hit in den Vereinigten Staaten. Doch damit waren die großen Erfolge fast schon vorbei; lediglich Rawhide konnte 1959 noch einmal eine Top-Ten-Notierung erreichen. Laine hatte Aufnahmen mit diversen Künstlerkollegen gemacht; mit Kinderstar Jimmy Boyd kam er ebenso in die Charts wie mit Jo Stafford, mit den Four Lads wie mit Johnnie Ray. 1961 hatte er in Großbritannien seinen letzten Hit, Gunslinger erreichte eine Woche lang den letzten Platz der Top 50; in den USA hatte er in den nächsten Jahren noch ein paar Notierungen in den Top 100. 1963 veröffentlichte er zwei seiner Songs auch in deutschen Versionen: Die Welt war niemals so schön (Original Don’t Make My Baby Blue) und Ich lass Dich gehn (I’m Gonna Be Strong).

### Leben nach den Hits
Auch nach den letzten Charterfolgen Anfang der 1960er-Jahre blieb Laine nicht untätig. Er nahm weiter Schallplatten auf und ging auf Tourneen rund um den Globus. 1974 trat er erneut ins Bewusstsein der Film- und Musikfans. Mel Brooks suchte einen Interpreten für den Titelsong seines Films Blazing Saddles (Der wilde wilde Westen), einer Western-Parodie, und wollte jemanden, der möglichst wie Frankie Laine klingen sollte. Laine persönlich aber meldete sich und nahm den Titel auf.
Erst Mitte der 1980er-Jahre zog er sich mit seiner Frau – Laine hatte 1950 die Schauspielerin Nan Grey geheiratet – auf sein Anwesen am Meer bei San Diego zurück. Er musste mehrere Bypass-Operationen über sich ergehen lassen. 1986 nahm er das Album Round Up mit Erich Kunzel und dem Cincinnati Pops Orchestra auf, mit dem er nun auch einen Platz in den Klassik-Charts eroberte. Seine Frau starb 1993; 1999 schloss er eine neue Ehe mit Marcia Ann Kline.
An seinem 80. Geburtstag erklärte ihn der Kongress der Vereinigten Staaten zu einem National Treasure („Nationale Kostbarkeit“). Am 12. Juni 1996 wurde Laine der Lifetime Achievement Award (Preis für sein Lebenswerk) der Songwriters Hall of Fame verliehen.
Auch in hohem Alter veröffentlichte Laine weitere Alben: Wheels of a Dream (1998), Old Man Jazz (2002), The Nashville Connection (2004). Kurze Zeit nach den Terroranschlägen in New York am 11. September 2001 nahm er ein Lied, Taps/My Buddy, auf. Er widmete es der Feuerwehr von New York; die Erlöse sollen auf alle Zeiten dieser Organisation zugutekommen.
2005 trat Laine in einer Fernsehsendung des US-Senders PBS auf. Obwohl er kurz zuvor einen leichten Schlaganfall erlitten hatte, brachte er That’s My Desire problemlos und mit klarer Stimme über die Bühne.
Laine starb am 6. Februar 2007 im Scrippy Mercy Hospital in San Diego an Herzversagen.

### Frankie Laine in Film und Fernsehen
Seit Ende der 1940er Jahre spielte Frankie Laine in diversen Filmen, einige davon unter der Regie des jungen Blake Edwards: Make Believe Ballroom (1949), When You’re Smiling (1950), Sunny Side of the Street (1951), Rainbow ’Round My Shoulder (1952), Bring Your Smile Along (1955), He Laughed Last (1956) und Meet Me in Las Vegas (1956, dt. Titel Viva Las Vegas). Letzterer war ein Musikfilm mit Cyd Charisse in der Hauptrolle; Laine spielt seinen Hit Hell Hath No Fury, und der Film gibt einen Einblick darin, wie sein Leben als Nightclub-Künstler in Las Vegas in den 1950er Jahren gewesen sein muss. Die Filme waren in Großbritannien sehr erfolgreich; in den USA nahm man Laine eher als Künstler im Fernsehen wahr, wo er eigene Shows moderierte, aber auch in vielen Shows anderer Künstler auftrat.

## Trivia
- Laine brachte mehr als 70 Schallplatten heraus, die in den Charts notiert wurden; dafür bekam er 21 Goldene Schallplatten. Weltweit verkaufte er mehr als 250 Millionen Tonträger.[7]

## Diskografie
- 1946: September in the Rain / Ain’t That Just Like a Woman (Mercury 5003)
- 1947: That’s My Desire / By the River Saint Marie (Mercury 5007)
- 1947: Mam’selle / All Of Me (Mercury 5048)
- 1947: Two Loves Have I (Mercury 5064)
- 1947: Black And Blue (Mercury 1026)
- 1947: Shine / We’ll Be Together Again (Mercury 5091)
- 1948: Monday Again (Mercury 5105)
- 1948: Baby, That Ain’t Right / May I Never Love Again (Mercury 5114)
- 1948: Ah, But It Happens / Hold Me (Mercury 5158)
- 1948: Singing the Blues / Thanks for You (Mercury 5174)
- 1948: You’re All I Want For Christmas (Mercury 5177)
- 1949: That Lucky Old Sun / I Get Sentimental Over Nothing (Mercury 5316)
- 1949: Now That I Need You (Mercury 5311)
- 1949: Mule Train (Mercury 5345)
- 1949: You’re All I Want For Christmas (Mercury 5177)
- 1949: Mule Train / Carry Me Back to Old Virginney (Mercury 5345)
- 1950: Satan Wears A Satin Gown / Baby, Just for Me (Mercury 5358)
- 1950: The Cry Of Wild Goose / Black Lace (Mercury 5363)
- 1950: Swamp Girl (Mercury 5390)
- 1950: The Stars And Stripes Forever / Thanks for Your Kisses (Mercury 5421)
- 1950: Music Maestro, Please! / Dream A Little Dream Of Me (Mercury 5458)
- 1950: Nevertheless (I’m In Love With You) (Mercury 5495)
- 1950: If I Were A Bell / Sleepy Ol’ River (Mercury 5500)
- 1951: Metro Polka (Mercury 5581)
- 1951: Jezebel / Rose, Rose, I Love You (Columbia 39367)
- 1951: Pretty Eyed Baby (Columbia 39388) mit Jo Stafford
- 1951: In the Cool, Cool, Cool of the Evening (Columbia 39466) mit Jo Stafford
- 1951: The Girl In The Wood / Wonderful, Wasn’t It? (Columbia 39489)
- 1951: Hey, Good Lookin’ / Gambella (The Gamblin’ Lady) (Columbia 39570) mit Jo Stafford
- 1951: Jealousy (Jalousie / Flamenco) (Columbia 39585)
- 1952: Hambone (Columbia 39672)
- 1952: The Gaudy Dancer’s Ball / When You’re In Love (Columbia 39685)
- 1952: Sugarbush / How Lovely Cooks The Meat (Columbia 39693) mit Doris Day
- 1952: High Noon (Do Not Forsake Me) / The Rock Of Gibraltar (Columbia 39770)
- 1952: Tonight We’re Setting The Woods On Fire (Columbia 39867)
- 1953: Chow, Willie (Columbia 39893) mit Joe Stafford
- 1953: I’m Just A Poor Bachelor / Tonight You Belong To Me (Columbia 39903)
- 1953: I Believe / Your’re Cheatin’ Heart (Columbia 39938)
- 1953: Tell Me A Story / The Little Boy And The Old Man (Columbia 39970)
- 1953: I Let Her Go (Columbia 39979)
- 1953: Hey Joe! / Sittin’ in the Sun (Columbia 40036)
- 1953: Blowing Wild / Answer Me, Lord Above (Columbia 40079)
- 1953: Way Down Yonder In New Orleans (Columbia 40116)
- 1954: Grenada (Columbia 40136)
- 1954: The Kid’s Last Fight (Columbia 40170)
- 1954: Some Day (Columbia 40235)
- 1954: Rain, Rain, Rain / Your Heart, My Heart (Columbia 40295)
- 1956: Jazz Spectacular (Columbia 1956) mit Buck Clayton Orchestra feat. Urbie Green, Dickie Wells, Budd Johnson, Al Sears, Hilton Jefferson, Sir Charles Thompson, Milt Hinton, Jo Jones
- 1957: 3:10 To Yuma Titellied aus dem gleichnamigen Film. (Deutscher Titel Zähl bis drei und bete)
- 1957: Gunfight at the O.K. Corral Titellied aus dem gleichnamigen Film (deutscher Titel: Zwei rechnen ab)
- 1959: Rawhide Titellied aus der gleichlautenden Fernsehserie (deutscher Titel: Tausend Meilen Staub)
- 1974: Blazing Saddles Titellied aus dem gleichnamigen Film (deutscher Titel: Der wilde wilde Westen)

## Chartplatzierungen

### Alben
| Jahr | Titel                          | Höchstplatzierung, Gesamtwochen, AuszeichnungChartplatzierungen (Jahr, Titel, Platzierungen, Wochen, Auszeichnungen, Anmerkungen) | Höchstplatzierung, Gesamtwochen, AuszeichnungChartplatzierungen (Jahr, Titel, Platzierungen, Wochen, Auszeichnungen, Anmerkungen) | Anmerkungen |
| Jahr | Titel                          | UK | US | Anmerkungen |
| ---- | ------------------------------ | --- | --- | ----------- |
| 1952 | One For My Baby                | — | US8 (4 Wo.)US |             |
| 1961 | Hell Bent for Leather          | UK7 (23 Wo.)UK | US71 (37 Wo.)US |             |
| 1977 | The Very Best of Frankie Laine | UK7 Silber · (6 Wo.)UK | — |             |
| 2011 | Hits                           | UK16 (2 Wo.)UK | — |             |

grau schraffiert: keine Chartdaten aus diesem Jahr verfügbar

### Singles
| Jahr | Titel Album                                                       | Höchstplatzierung, Gesamtwochen, AuszeichnungChartplatzierungen (Jahr, Titel, Album, Platzierungen, Wochen, Auszeichnungen, Anmerkungen) | Höchstplatzierung, Gesamtwochen, AuszeichnungChartplatzierungen (Jahr, Titel, Album, Platzierungen, Wochen, Auszeichnungen, Anmerkungen) | Anmerkungen                     |
| Jahr | Titel Album                                                       | UK | US | Anmerkungen                     |
| ---- | ----------------------------------------------------------------- | --- | --- | ------------------------------- |
| 1947 | That’s My Desire –                                                | — | US7 (4 Wo.)US |                                 |
| 1948 | Ah, But It Happens –                                              | — | US21 (1 Wo.)US |                                 |
| 1948 | Shine –                                                           | — | US12 (7 Wo.)US |                                 |
| 1948 | You’re All I Want for Christmas –                                 | — | US11 (3 Wo.)US |                                 |
| 1949 | That Lucky Old Sun –                                              | — | US1 (22 Wo.)US |                                 |
| 1949 | Now That I Need You –                                             | — | US23 (5 Wo.)US |                                 |
| 1949 | Mule Train –                                                      | — | US1 (13 Wo.)US |                                 |
| 1950 | The Cry of the Wild Goose –                                       | — | US4 (11 Wo.)US |                                 |
| 1950 | Swamp Girl –                                                      | — | US15 (4 Wo.)US |                                 |
| 1950 | Stars and Stripes Forever –                                       | — | US20 (4 Wo.)US |                                 |
| 1950 | Music, Maestro, Please –                                          | — | US14 (9 Wo.)US |                                 |
| 1950 | Dream a Little Dream of Me –                                      | — | US23 (5 Wo.)US |                                 |
| 1951 | Metro Polka –                                                     | — | US28 (4 Wo.)US |                                 |
| 1951 | Jezebel –                                                         | — | US2 (21 Wo.)US |                                 |
| 1951 | Rose, Rose I Love You –                                           | — | US6 (16 Wo.)US |                                 |
| 1951 | Pretty Eyed Baby –                                                | — | US23 (6 Wo.)US |                                 |
| 1951 | Girl In the Wood –                                                | — | US23 (1 Wo.)US |                                 |
| 1951 | Hey, Good Lookin’ –                                               | — | US20 (3 Wo.)US |                                 |
| 1951 | Gambella –                                                        | — | US27 (3 Wo.)US |                                 |
| 1951 | Jealousy –                                                        | — | US3 (14 Wo.)US |                                 |
| 1952 | Hambone –                                                         | — | US15 (7 Wo.)US |                                 |
| 1952 | Gandy Dancers’ Ball –                                             | — | US21 (7 Wo.)US |                                 |
| 1952 | When You’re in Love –                                             | — | US30 (1 Wo.)US |                                 |
| 1952 | High Noon (Do Not Forsake Me) –                                   | UK7 (7 Wo.)UK | US5 (19 Wo.)US |                                 |
| 1952 | Sugarbush –                                                       | UK8 (8 Wo.)UK | US10 (12 Wo.)US | Doris Day & Frankie Laine       |
| 1952 | Rock of Gibraltar –                                               | — | US20 (5 Wo.)US |                                 |
| 1952 | Mermaid –                                                         | — | US29 (1 Wo.)US |                                 |
| 1952 | Settin’ the Woods On Fire –                                       | — | US26 (2 Wo.)US |                                 |
| 1953 | The Girl in the Wood –                                            | UK11 (1 Wo.)UK | — |                                 |
| 1953 | I Believe –                                                       | UK1 (36 Wo.)UK | US2 (23 Wo.)US |                                 |
| 1953 | Tell Me a Story –                                                 | UK5 (16 Wo.)UK | US4 (12 Wo.)US | Jimmy Boyd & Frankie Laine      |
| 1953 | Where the Wind Blows –                                            | UK2 (12 Wo.)UK | — |                                 |
| 1953 | Hey Joe –                                                         | UK1 (8 Wo.)UK | US12 (9 Wo.)US |                                 |
| 1953 | Answer Me –                                                       | UK1 (17 Wo.)UK | — |                                 |
| 1954 | Someday –                                                         | UK18 (6 Wo.)UK | — |                                 |
| 1954 | Blowing Wild –                                                    | UK2 (12 Wo.)UK | — |                                 |
| 1954 | Granada –                                                         | UK9 (2 Wo.)UK | — |                                 |
| 1954 | The Kid’s Last Fight –                                            | UK3 (10 Wo.)UK | — |                                 |
| 1954 | My Friend –                                                       | UK3 (15 Wo.)UK | — |                                 |
| 1954 | There Must Be a Reason –                                          | UK9 (9 Wo.)UK | — |                                 |
| 1954 | Rain Rain Rain –                                                  | UK8 (16 Wo.)UK | US30 (1 Wo.)US | Frankie Laine & The Four Lads   |
| 1955 | In the Beginning –                                                | UK20 (1 Wo.)UK | — |                                 |
| 1955 | Cool Water –                                                      | UK2 (22 Wo.)UK | — | Frankie Laine mit The Mellomen  |
| 1955 | Strange Lady in Town –                                            | UK6 (13 Wo.)UK | — |                                 |
| 1955 | Humming Bird –                                                    | UK16 (1 Wo.)UK | — |                                 |
| 1955 | Hawkeye –                                                         | UK7 (8 Wo.)UK | US45 (5 Wo.)US |                                 |
| 1955 | A Woman in Love –                                                 | UK1 (21 Wo.)UK | US24 (17 Wo.)US |                                 |
| 1956 | Sixteen Tons –                                                    | UK10 (3 Wo.)UK | — | Frankie Laine mit The Mellomen  |
| 1956 | Hell Hath No Fury –                                               | UK28 (1 Wo.)UK | — |                                 |
| 1956 | Moonlight Gambler –                                               | UK13 (13 Wo.)UK | US3 (22 Wo.)US |                                 |
| 1956 | Love Is a Golden Ring –                                           | UK19 (5 Wo.)UK | US23 (14 Wo.)US | Frankie Laine & The Easy Riders |
| 1957 | Good Evening Friends / Up Above My Head I Hear Music in the Air – | UK25 (4 Wo.)UK | — | Frankie Laine & Johnnie Ray     |
| 1959 | Rawhide –                                                         | UK6 (20 Wo.)UK | — |                                 |
| 1961 | Gunslinger –                                                      | UK50 (1 Wo.)UK | — |                                 |
| 1963 | Don’t Make My Baby Blue –                                         | — | US51 (7 Wo.)US |                                 |
| 1967 | I’ll Take Care Of Your Cares –                                    | — | US39 (9 Wo.)US |                                 |
| 1967 | Making Memories –                                                 | — | US35 (8 Wo.)US |                                 |
| 1967 | You Wanted Someone To Play With (I Wanted Someone To Love) –      | — | US48 (7 Wo.)US |                                 |
| 1967 | Laura, What’s He Got That I Ain’t Got –                           | — | US66 (6 Wo.)US |                                 |
| 1967 | You, No One But You –                                             | — | US83 (3 Wo.)US |                                 |
| 1968 | To Each His Own –                                                 | — | US82 (6 Wo.)US |                                 |
| 1969 | You Gave Me A Mountain –                                          | — | US24 (11 Wo.)US |                                 |
| 1969 | Dammit Isn’t God’s Last Name –                                    | — | US86 (3 Wo.)US |                                 |

grau schraffiert: keine Chartdaten aus diesem Jahr verfügbar